# Dorfkirche Tramnitz

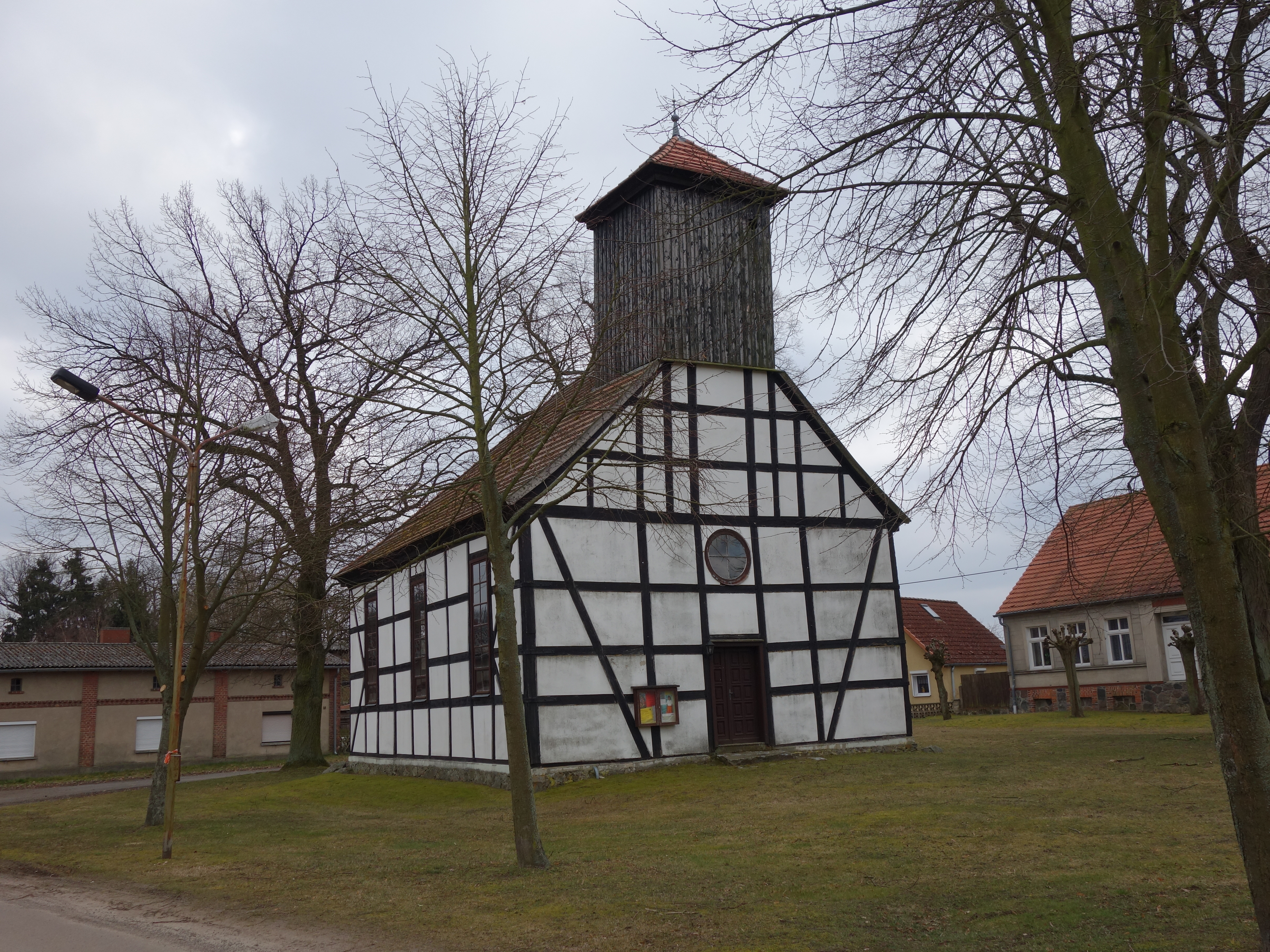
Dorfkirche in Tramnitz

Die evangelische Dorfkirche Tramnitz ist eine Saalkirche in Tramnitz, einem Ortsteil der Gemeinde Wusterhausen/Dosse im brandenburgischen Landkreis Ostprignitz-Ruppin. Die Kirchengemeinde gehört dem Pfarrsprengel Wusterhausen im Kirchenkreis Prignitz der Evangelischen Kirche Berlin-Brandenburg-schlesische Oberlausitz an. Das Gebäude steht unter Denkmalschutz.

## Baubeschreibung
Es handelt sich um eine rechteckige Fachwerkkirche mit einem verbretterten Dachturm über dem Westgiebel. Sie wurde um 1823 erbaut. Der Glockenstuhl der Vorgängerkirche aus dem Jahr 1725 wurde übernommen. Eine Renovierung des Inneren wurde 1968 durchgeführt. Ursprünglich befand sich an der Ostwand ein barocker Kanzelaltar, der aber zusammen mit den alten Kirchenbänken im Jahr 1980/81 bei einer weiteren, umfassenden Renovierung entfernt wurde. Im Inneren befindet sich zudem eine kurze Hufeisenempore.
In der Kirche sind zwei Bronzeleuchter aus dem Jahr 1710 erhalten. An der Südwand gibt es ein Wappenfeld derer von Rohr mit der Jahreszahl 1744. Im Turm hängen zwei Glocken von 60 bzw. 36 Zentimetern Durchmesser, die wohl im Jahr 1725 von Christian Sigismund Mebert aus Neuruppin gegossen wurden.

## Sonstiges
Der Schriftsteller Theodor Fontane stattete der Kirche einen Besuch ab und erwähnte sie in seinem Werk Wanderungen durch die Mark Brandenburg.

„Der „alte Kirchhof“, umspielt von Kindern, überwachsen von Gesträuch, ist, wie schon angedeutet, das Poetischste, was Tramnitz aufzuweisen hat. Der neue Friedhof, draußen am Rande des Dorfes, reicht an diesen alten nicht heran, und auch die hart daneben gelegene „neue Kirche“ kann poetisch nicht retten und helfen. Hat sie doch selber keinen Überschuß davon. Sie stammt aus der „armen Zeit“, will sagen aus den zwischen 1806 und 1815 liegenden Jahren (auch die Jahre, die folgten, waren nicht viel besser), und gleicht einer Fachwerkscheune, der man ein halbes Dutzend Fenster gegeben hat.“

Fontane berichtet, dass er die Kirche nur aufgesucht hat, weil ihm erzählt worden war, dass hinter dem Altar eine Fahne aufbewahrt würde. Diese Fahne sollte angeblich entweder den Schweden bei der Schlacht bei Fehrbellin 1675 oder den Österreichern bei der Schlacht bei Hohenfriedberg 1745 abgenommen worden sein. Jedoch stellte Fontane bei seiner Ankunft fest, dass das Fahnentuch nur das Wappen der Familie von Rohr trug – und demnach die an ihn herangetragene Geschichte wohl nicht der Wahrheit entspricht.